# فاغيا
فاييا (Βάγια) هي مدينة في فويوتيا في مقاطعة كينتريكي إلادا في اليونان.
يبلغ عدد سكانها حوالي 4305 نسمة.